# U.K. (band)
U.K. is een Britse progressieve-rockband uit de jaren zeventig. De band is een zogenaamde "supergroep", omdat de band bestond uit muzikanten die al bekendheid hadden verworven door andere bands.

## Geschiedenis

### Ontstaan
De band werd opgericht door zanger-bassist John Wetton en drummer Bill Bruford, die elkaar nog kenden van King Crimson. Bruford had daarvoor al faam verworven als drummer van Yes. Na zijn periode bij King Crimson werd Bruford gevraagd als extra (live)drummer bij Genesis, en nam hij, met onder anderen Allan Holdsworth, een soloalbum op. Wetton verbleef na King Crimson enige tijd bij Roxy Music en Uriah Heep.
In eerste instantie was Rick Wakeman (Yes) bij het project betrokken, maar door problemen met zijn label kwam dat niet van de grond. Daarna werd Robert Fripp gevraagd om King Crimson opnieuw op te richten, maar hij zag geen heil in een reünie. Beiden (Bruford en Wetton) besloten vervolgens elk een muzikant van hun keuze bij de band te vragen. Wetton vroeg Eddie Jobson, die naast toetsen ook elektrische viool speelde en lid was van onder andere Curved Air en Roxy Music. Bruford vroeg Holdsworth om mee te doen.

### ElpeeU.K.
In deze samenstelling (Wetton-Jobson-Bruford-Holdsworth) nam men het eerste gelijknamige album op, dat in 1978 verscheen. Het album liet een combinatie van progressieve rock en jazzrock horen, in de lijn van King Crimson, maar met een meer bombastisch, 'symfonisch' geluid, met avontuurlijke doch toegankelijkere nummers. Er volgde een tournee, onder andere door de Verenigde Staten, maar na afloop besloten Bruford en Holdsworth U.K. te verlaten om verder te gaan met Brufords soloproject. Bruford keerde in 1981 terug in een vernieuwd King Crimson en was later weer betrokken bij Yes. Holdsworth begon een solocarrière.

### ElpeesDanger MoneyenNight After Night
Wetton en Jobson besloten door te gaan met drummer Terry Bozzio, die Jobson nog kende van zijn werk bij Frank Zappa. Een nieuwe gitarist werd niet aangetrokken. In deze samenstelling nam men het album Danger Money op, dat in 1979 verscheen. Van dit album werd het nummer Rendezvous 6:02 op single uitgebracht, dat ook in Nederland een bescheiden hit werd. Danger Money was minder op de jazzrock gericht en meer in de stijl van Emerson, Lake & Palmer, met hardere drums en 'dikke lagen' keyboards.
Van de tournee die volgde verscheen het in Japan opgenomen livealbum Night After Night, waarop ook twee nieuwe nummers stonden. Maar op het moment van verschijnen was de groep al uit elkaar. Naar verluidt verschilden Jobson en Wetton te veel van mening over de muzikale koers die de band zou moeten gaan varen. John Wetton was later terug te zien in de supergroep Asia. Eddie Jobson richtte de band Zinc op en maakte onder andere de elpee The Green Album, met onder anderen gitarist Gary Green van Gentle Giant.

### Reünie
Halverwege de jaren negentig kwam opeens het bericht dat Wetton en Jobson opnieuw samenwerkten. Er werden inderdaad nieuwe nummers geschreven, maar tot een nieuw U.K.-album kwam het niet.
In april 2011 vond er toch een reünie plaats en speelden John Wetton, Eddie Jobson met gitarist Alex Machacek en drummer Marco Minnemann enkele malen samen onder de naam UK in Tokio, San Francisco, New York en Boston. In 2012 werd er een officiële tournee opgezet, waarbij ditmaal ook Terry Bozzio weer van de partij was. Na de tournee van 2012 werd tot aan het overlijden van Wetton in januari 2017 opgetreden in de samenstelling Wetton-Jobson-Machacek en diverse drummers, onder anderen Virgil Donati. In Nederland was het laatste concert in 2015 in De Boerderij te Zoetermeer onder de titel 'the final tour'.

## Discografie

### Albums
- U.K. (1978)
- Danger money (1979)
- Night After Night – live (1979)
- Concert classics, volume 4 (1999) (live)

### Singles
| Single met eventuele hitnotering(en) in de Nederlandse Top 40 | Datum van verschijnen | Datum van binnenkomst | Hoogste positie | Aantal weken | Opmerkingen |
| ------------------------------------------------------------- | --------------------- | --------------------- | --------------- | ------------ | ----------- |
| Rendezvous 6:02                                               |                       | 7-7-1979              | 24              | 4            |             |

### NPO Radio 2 Top 2000
| Nummer met noteringen in de NPO Radio 2 Top 2000 | '99 | '00 | '01 | '02 | '03 | '04 | '05 | '06 | '07  | '08 | '09 | '10 | '11  | '12  | '13  | '14  | '15  | '16  | '17  |
| ------------------------------------------------ | --- | --- | --- | --- | --- | --- | --- | --- | ---- | --- | --- | --- | ---- | ---- | ---- | ---- | ---- | ---- | ---- |
| Rendezvous 6:02                                  | 580 | 373 | 498 | 558 | 511 | 779 | 943 | 940 | 1209 | 822 | 928 | 970 | 1256 | 1230 | 1335 | 1296 | 1336 | 1902 | 1683 |

1. ↑  Een vetgedrukt getal geeft de hoogste notering aan.
2. ↑  Deze tabel is bijgewerkt tot en met de laatste editie (2024).